# Coregonus anaulorum
Coregonus anaulorum är en fiskart som beskrevs av Chereshnev, 1996. Coregonus anaulorum ingår i släktet Coregonus och familjen laxfiskar. Inga underarter finns listade i Catalogue of Life.